# ورزشگاه خوفرت
ورزشگاه خوفرت (هلندی: Stadion de Goffert) یا استادیون ده خوفرت یک ورزشگاه فوتبال در شهر نیمیخن، هلند است.
این ورزشگاه که در سال ۱۹۳۹ تأسیس شده دارای ۱۲۵۰۰ نفر ظرفیت می‌باشد و ورزشگاه خانگی باشگاه فوتبال ان.ئی.سی محسوب می‌شود.

## نگارخانه

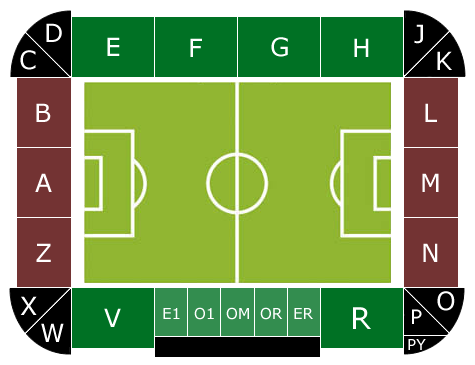
پلان ورزشگاه
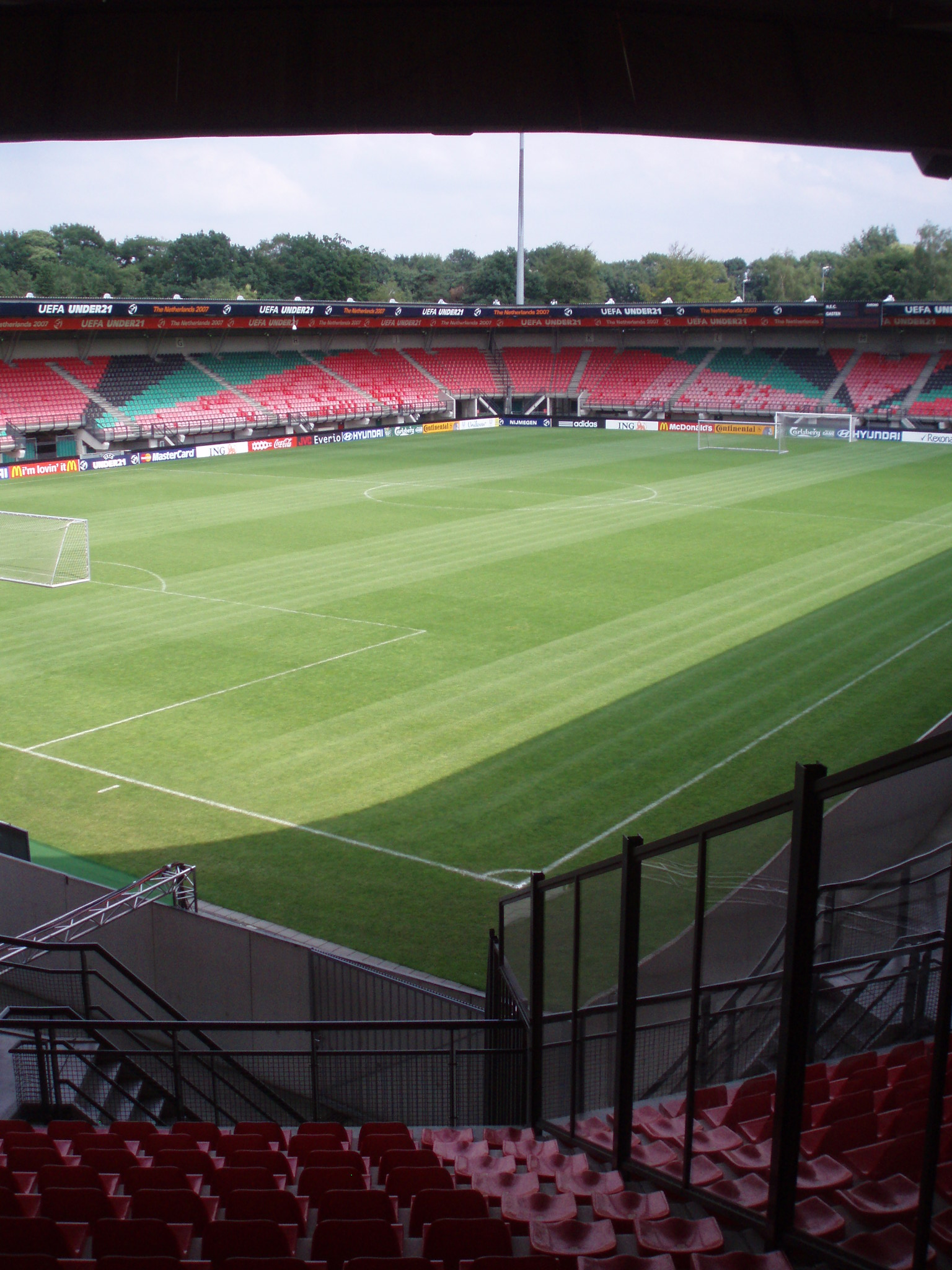
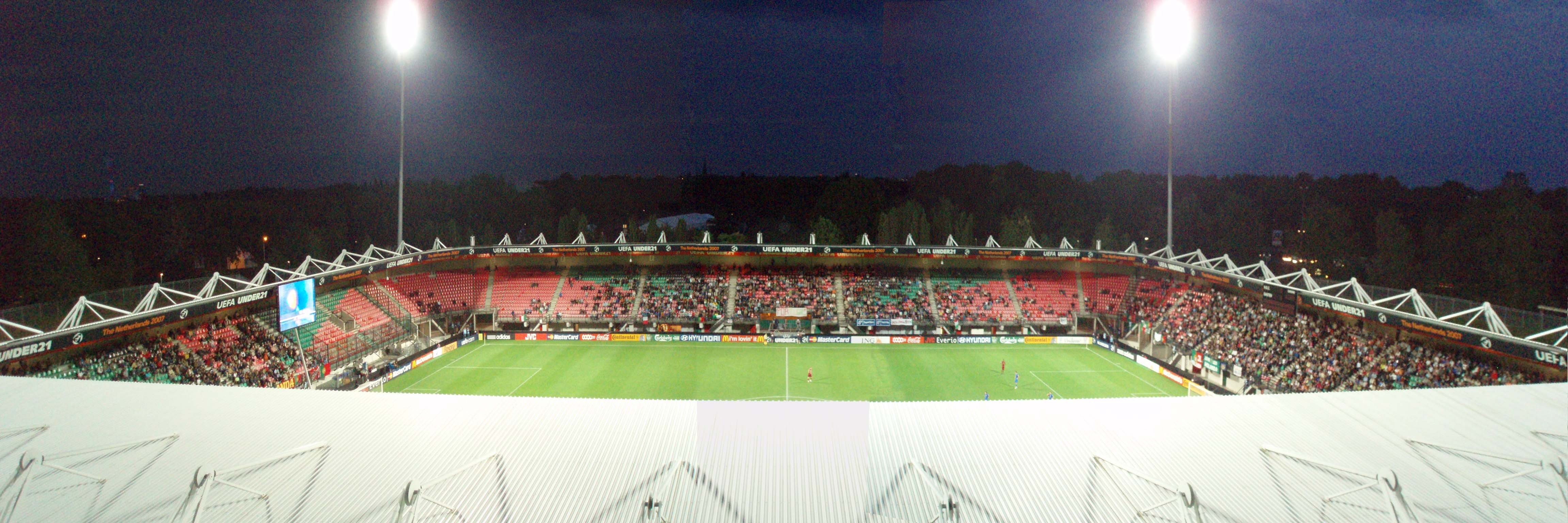